# 花澄
花澄（かずみ、10月28日 - ）は、日本の女優、ナレーター、写真家。愛称はテクティ。
身長155cm。血液型O型。さそり座。ジェイ・クリップ所属。
埼玉県立熊谷女子高等学校、大東文化大学文学部卒業。

## 略歴
- 2000年 - 大東文化大学ミスキャンパスグランプリ。
- 2004年 - パラオ共和国国際親善大使。
- 2005年 - パラオ共和国国際親善大使。
- 2007年 - 塙花澄から花澄に改名。

## 主な活動

### TV
- 『ホテリアー』（テレビ朝日系）
- 『黒い報告書 女と男の事件ファイルII「仮面」』第4の報告書「見つめる女」（BSジャパン）
- 『トクボウ 警察庁特殊防犯課』(読売テレビ)
- 『スニッファー嗅覚捜査官』(NHK)
- 『いとしのニーナ』牛島母役（CX、FOD）
- 『THE突破ファイル』
- 『ソロモンの偽証』wowwow
- 『だから殺せなかった』wowwow - 中村香織
- 相棒 season21 第13話（2023年1月18日、テレビ朝日） - 大宮アカネ 役
- 『シゴトえらび』（Eテレ）

### 映画
- 『ピンクとグレー』行定勲監督
- 『ザ・ファブル 殺さない殺し屋』江口カン監督
- 『信虎』金子修介監督 お花役
- 『百合の雨音』金子修介監督 主演 澤田栞役
- 『ゴールド・ボーイ』金子修介監督 打越遥役

### 舞台
- ウッディーシアター「気分はスゥイートルーム」
- 大塚萬スタジオ「気分はスゥイートルーム2」
- アトリエフォンテーヌ「同乗するならハンコくれ」
- シアターグリーン「恋はリボ払い？！」
- 赤坂レッドシアター「東京ダイヤモンド」
- 赤坂レッドシアター「夏の夜の夢」演出：西沢栄治
- 赤坂レッドシアター「わが町」演出：西沢栄治
- d-倉庫「ドリームマッチ」
- 下北沢ザ・スズナリ「ギラギラの月」作・演出：中島淳彦
- JAMSESSION「間違いの喜劇」
- シアタートラム「やわらかいヒビ」
- キンケロシアター「トラブル・トラップ・トラベル」

他

### CM
- 「ユーキャン」
- ネスレ「エアロ」
- 花王「ソフィーナ」「ファインフィット」（2011年5月 - ）
- 「明治安田生命」
- 「内閣府」
- 「第一生命」(2013年 - )
- 「月桂冠」
- 「ジュエリーかまた」他

### ナレーション
番組
- 旅チャンネル「ホリスティックな週末」
- 旅チャンネル「ホリスティックな休日」
- BSフジ「原宿ブックカフェ」
- CX特番 映画「カラフル」かつて中学生だったあなたへ
- CX特番 映画「カラフル」豪華キャストが彩る世界 　他

アニメ
- 「エアポッツ」
- 「ホッキョクグマのしろぷうくん」

CM
「ダスキン」「P&Gファブリーズ」「ミサワホーム」「マクドナルド　ハッピーセット」
「ラウンドワン」「ACジャパン」他

### ラジオ
- NHK-FM 「DJクラシック」
- FM軽井沢  「すべては恋からはじまる」
- 東京FM 「日本郵便 SUNDAY'S POST」

### 写真
- 写真展「LOVE駈込み訴え展」
- 写真展「台灣人人犬猫展」
- 喜多方 大和川酒造店 純米吟醸『花澄』ラベル撮影を手がける

　同写真展「大和川酒造店の風景展〜花澄」
- 写真展「Scent of a...」新宿北村写真機店
- 写真展「世界に、なにを見よう」新宿北村写真機店
- 第49回JPS展 奨励賞受賞

## その他
- 特技は、写真、歌、ジャズダンス、ピアノ、書道、水泳、料理など。